# Jiangzhou (socken i Kina, Sichuan)
Jiangzhou (kinesiska: 姜州乡, 姜州) är en socken i Kina. Den ligger i provinsen Sichuan, i den sydvästra delen av landet, omkring 470 kilometer söder om provinshuvudstaden Chengdu. Antalet invånare är 10 886. Befolkningen består av 5 293 kvinnor och 5 593 män. Barn under 15 år utgör 22,0 %, vuxna 15-64 år 67 %, och äldre över 65 år 10,0 %.
Genomsnittlig årsnederbörd är 1 047 millimeter. Den regnigaste månaden är juli, med i genomsnitt 266 mm nederbörd, och den torraste är januari, med 4 mm nederbörd.